# Відчай (роман В. Набокова)
«Відчай» (рос. Отчаяние) — сьомий роман Володимира Набокова. Роман був вперше опублікований у 1934 році російською мовою частинами впродовж декількох випусків російського емігрантського літературного журналу «Сучасні записки» (рос. Современные записки), що видавався у Парижі. Пізніше, у 1936, був виданий у вигляді книги. У 1937 перекладений автором на англійську. Більшість англомовних видань було знищено німецькими бомбардуваннями під час Другої Світової Війни. Залишилося лише декілька копій. Другий переклад роману на англійську Набоков опублікував лише у 1965 році. На сьогодні це є єдиним виданням твору англійською. Деякі критики вважають «Відчай» блискучою пародією на детективний жанр.

## Зміст
Головним героєм, від якого ведеться розповідь, є росіянин німецького походження на ім'я Герман, що володіє шоколадною фабрикою. Якось Герман зустрічає безхатька, котрий, як йому здається, виглядає саме як він. У героя з'являється ідея щодо використовування свого двійника у кримінальній справі. I йому це вдається. Але наслідки вчинку Германа виявляються непередбачуваними не тільки для нього самого.

## Екранізація
У 1978 році роман було адаптовано у кінострічку за такою ж назвою. Режисером є Райнер Вернер Фассбіндер, сценарій Тома Стоппарда, у головній ролі — Дірк Богард.